# اکولا بازار
اکولا بازار (به انگلیسی: Akola Bazar) یک منطقهٔ مسکونی در هند است که در مهاراشترا واقع شده‌است.

## خصوصیات
اکولا بازار ۳٬۵۲۶ نفر جمعیت دارد.